# Fête paysanne
Fête paysanne (en néerlandais Boerenvechtpartij) est un tableau de petit format réalisé à l'huile sur panneau par le peintre flamand Adriaen Brouwer. Datant d'environ 1625-1626, il est conservé au Mauritshuis de La Haye.

## Description
Cette scène de genre représente l'intérieur d'une auberge avec des  paysans buvant et fumant autour d'une table. Une fermière ivre s'est endormie par terre tandis qu'un enfant lui tire la manche. A gauche, un homme assis sur un tonneau fume sa pipe. À droite, une femme essaie d'allumer sa pipe. Des marques de dénombrement ont été appliquées sur le tonneau avec de la craie. Un des paysans a planté un couteau dans le plateau de la table.

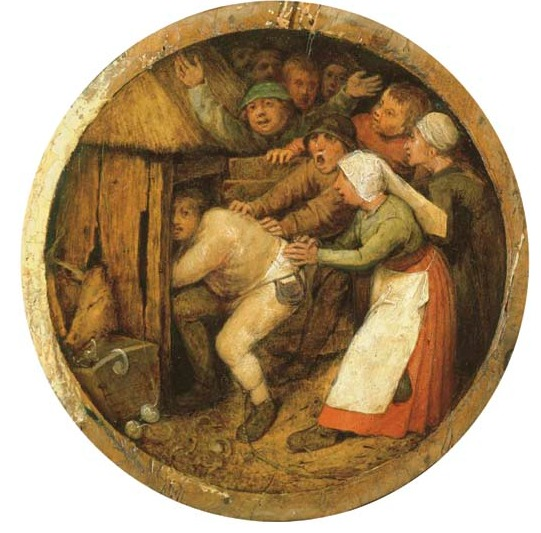
Attribué à Pieter Brueghel l'Ancien. Le cochon doit rentrer dans sa chambre, 1568. Localisation actuelle inconnue.

Par son sujet et son style, le tableau est conforme à l'œuvre du peintre du XVIe siècle Pieter Brueghel l'Ancien, encore très populaire au début du XVIIe siècle.
Il était auparavant considéré comme un pendant du tableau Bagarre paysanne de Brouwer. Cela peut être attribué à l'ancien propriétaire, Adriaan Leonard van Heteren, qui a acheté le Boerenvechtpartij lors de la vente de la collection de son oncle Willem Lormier le 4 juillet 1763, en supposant qu'il s'agissait du pendant du Boerendrinkpartij, qu'il avait déjà en sa possession.

## Attribution et datation

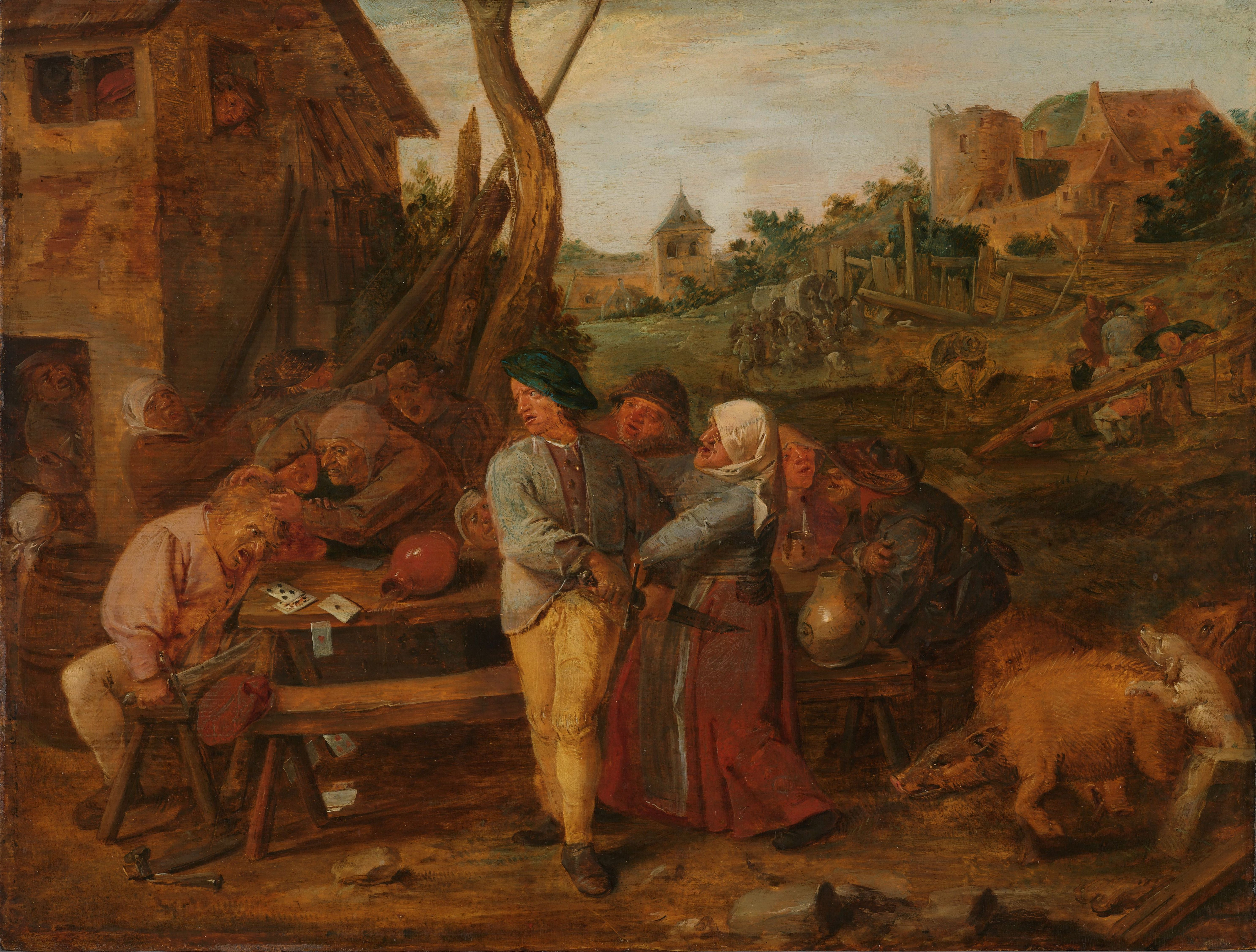
Adriaen Brouwer. Bagarre paysanne. Vers 1625-1626. Peinture à l'huile sur panneau. 25,5 × 34 cm. La Haye, Mauritshuis.

Le tableau est traditionnellement attribué à Adriaen Brouwer. Il portait autrefois le faux monogramme « AB » sur le tonneau. Ce monogramme a été supprimé au début du XXe siècle. Cependant, dans le catalogue du musée du Rijksmuseum de 1858, le tableau, ainsi que son pendant, sont décrits comme une œuvre anonyme de l'école hollandaise. Cela a conduit le critique d'art Théophile Thoré-Burger à considérer les œuvres comme « seulement de misérables copies de l'école de Brueghel l'Ancien ». En 1873, l'historien de l'art allemand Wilhelm Adolf Schmidt écrivit que Thoré-Burger est ici très critique et exagère grandement. Dans le catalogue du musée du Rijksmuseum de 1872, les œuvres se trouvent à nouveau sous le nom de Brouwer.

## Origine
L'œuvre a été identifiée pour la première fois en 1752 dans la collection d'Adriaan Leonard van Heteren à La Haye. Après sa mort, Van Heteren l'a légué à son fils, Adriaan Leonard van Heteren Gevers. Il vendit l'œuvre le 8 juin 1809 (comme un pendant de la Bagarre paysanne) avec 135 autres tableaux, connus sous le nom de Kabinet Van Heteren Gevers, au Rijksmuseum. En 1948, l'œuvre fut prêtée de manière permanente au Mauritshuis de La Haye.